# Фріц Беккер
Фріц Беккер (нім. Fritz Becker; 7 березня 1892, Райхсгоф — 11 червня 1967, Герцберг-ам-Гарц) — німецький воєначальник, генерал-лейтенант вермахту. Кавалер Лицарського хреста Залізного хреста.

## Біографія
Син пастора. 29 січня 1913 року вступив в Прусську армію. Учасник Першої світової війни. Після демобілізації армії залишений в рейхсвері. З 26 серпня 1939 по 14 травня 1942 року — командир 60-го піхотного полку. Учасник Французької і Балканської кампаній, а також Німецько-радянської війни. 15 липня 1942 року відряджений до 365-го польового коменданта. З 15 вересня по 15 грудня 1942, з 20 січня по 1 травня 1943 і з 7 вересня 1943 по 1 червня 1944 року — командир 370-ї піхотної дивізії. З 12 червня по 8 липня 1944 року проходив курс командира корпусу. З 3 по 23 липня 1944 року виконував обов'язки командира 46-го танкового корпусу. З 20 серпня по 30 вересня 1944 року — заступник командира 24-го танкового корпусу. З 29 вересня 1944 по 26 березня 1945 року — командир 389-ї піхотної дивізії. 29 березня поранений. З 5 квітня — командир оборони Бремена. 27 квітня здав місто британським військам і потрапив в полон. 6 жовтня 1947 року звільнений, але того ж дня був інтернований. 6 січня 1948 року остаточно звільнений. Кілька років працював консультантом з персоналу в промисловій фірмі.

## Звання
- Фанен-юнкер (29 січня 1913)
- Унтерофіцер (16 червня 1913)
- Фенріх (18 жовтня 1913)
- Лейтенант (20 травня 1914)
- Оберлейтенант (18 червня 1917)
- Гауптман (1 березня 1925)
- Майор (1 квітня 1934)
- Оберстлейтенант (1 серпня 1936)
- Оберст (1 квітня 1939)
- Генерал-майор (20 квітня 1942)
- Генерал-лейтенант (20 квітня 1943)

## Нагороди
- Залізний хрест
  - 2-го класу (вересень 1914)
  - 1-го класу (29 жовтня 1916)
- Нагрудний знак «За поранення» в чорному
- Почесний хрест ветерана війни з мечами (13 грудня 1934)
- Медаль «За вислугу років у Вермахті»
  - 4-го, 3-го і 2-го класу (18 років; 2 жовтня 1936) — отримав 3 нагороди одночасно.
  - 1-го класу (25 років; 29 січня 1938)
- Медаль «За Атлантичний вал» (28 лютого 1940)
- Застібка до Залізного хреста
  - 2-го класу (24 травня 1940)
  - 1-го класу (3 червня 1940)
- Німецький хрест в золоті (22 листопада 1941)
- Штурмовий піхотний знак в бронзі (24 листопада 1941)
- Медаль «За зимову кампанію на Сході 1941/42» (3 вересня 1942)
- Лицарський хрест Залізного хреста (6 квітня 1943)
- Кубанський щит (1 серпня 1944)